# Jon Sallinen
Jon Sallinen (Vantaa, 13 de noviembre de 2000) es un deportista finlandés que compite en esquí acrobático, especialista en la prueba de halfpipe.
Ganó una medalla de plata en el Campeonato Mundial de Esquí Acrobático de 2023, en el halfpipe. Adicionalmente, consiguió una medalla de bronce en los X Games de Invierno de 2023.

## Medallero internacional
| Campeonato Mundial | Campeonato Mundial  | Campeonato Mundial | Campeonato Mundial |
| Año                | Lugar               | Medalla            | Prueba             |
| ------------------ | ------------------- | ------------------ | ------------------ |
| 2023               | Bakuriani (Georgia) | Medalla de plata   | Halfpipe           |

| X Games de Invierno | X Games de Invierno    | X Games de Invierno | X Games de Invierno |
| Año                 | Lugar                  | Medalla             | Prueba              |
| ------------------- | ---------------------- | ------------------- | ------------------- |
| 2023                | Aspen (Estados Unidos) | Medalla de bronce   | Superpipe           |